# Wieland Freund
Wieland Freund (* 1969 bei Paderborn) ist ein deutscher Journalist, Literaturkritiker, Autor und Übersetzer.

## Leben und Wirken
Wieland Freund wurde 1969 als Sohn von Winfried Freund geboren. Er studierte Germanistik und Anglistik. Seit 2010 arbeitet er als Redakteur im Literaturressort der Tageszeitung Die Welt. Neben seiner journalistischen Tätigkeit verfasst Freund Kinder- und Jugendbücher. Für Lisas Buch und für Gespensterlied erhielt er den Bayerischen Kunstförderpreis und für Krakonos 2018 den Rattenfänger-Literaturpreis; für Nemi und der Hehmann wird er mit dem Ver.di-Literaturpreis Berlin-Brandenburg für 2019 ausgezeichnet.
Aufsehen erregte seine gelungene Vervollständigung eines ursprünglich nur drei Anfangskapitel umfassenden letzten Kinderbuches von Michael Ende, der verstarb, bevor er das ins Stocken geratene Buchprojekt vollenden konnte. Die Rezensentin des Deutschlandfunk Kultur beschrieb, „ein Bruch zwischen den beiden Teilen ist nicht zu spüren“.
Freund ist verheiratet und hat drei Kinder. Er lebt mit seiner Familie in Berlin.

## Werke

### Erwachsenenliteratur
- mit Winfried Freund (Hrsg.): Der deutsche Roman der Gegenwart (Wilhelm Fink Verlag, München 2001)
- In Deutschland leben. Ein Gespräch mit Wieland Freund (C.H. Beck, München, 2004)

### Kinder- und Jugendliteratur
als Autor
Einzelromane
- Lisas Buch (2003)
- Gespensterlied (2004)
- Die unwahrscheinliche Reise des Jonas Nichts (2007)
- Krabbabauz! (2009)
- Falsches Spiel in Silver City (2011)
- Ich, Toft und der Geisterhund von Sandkas (2014)
- Krakonos (2017)
- Nemi und der Hehmann (2019)
- Dreimal schwarzer Kater – Krispin und der mächtigste Zauber der Welt (2020)

Der schwarze Karfunkel
- Der schwarze Karfunkel – Tulpenfieber (2009)
- Der Geist von Zweiseelen (2010)

Törtel, die Schildkröte
- Törtel, die Schildkröte aus dem McGrün (2011)
- Törtel und der Wolf (2012)
- Törtel und Nummer 3 (2013)

Der Elfenwald
- Wecke niemals einen Schrat! (2013)
- Träum niemals von der Wilden Jagd! (2015)

Fertigstellung eines Romanfragments von Michael Ende
- Rodrigo Raubein und Knirps, sein Knappe. Thienemann, Stuttgart 2019, ISBN 978-3-522-18500-4.

als Übersetzer (zusammen mit Andrea Wandel)
- Tom Avery: Der Schatten meines Bruders (2014)[1]
- T. S. Easton: Ben Fletchers total geniale Maschen (2015)
- Steve Cole: Astrosaurier – Die Rache der Raptoren (2015)
- Steve Cole: Astrosaurier – Das Höllenmonster aus dem Ei (2015)
- Steve Cole: Astrosaurier – Angriff der Tiefsee-Echse (2015)
- John August: Arlo Finch. Im Tal des Feuers (2021)
- John August: Arlo Finch. Im Bann des Mondsees (2021)
- John August: Arlo Finch. Im Königreich der Schatten (2021)